# SNCASE SE-161 Languedoc
Il Bloch MB 161, in seguito ridesignato SNCASE SE-161 Languedoc, era un quadrimotore di linea ad ala bassa sviluppato dall'azienda francese Société des Avions Marcel Bloch, poi Société nationale des constructions aéronautiques du sud-est (SNCASE), nei tardi anni trenta.

## Utilizzatori

### Civili
Rep. Araba Unita
- Misrair

 Francia
- Air France

 Libano
- Air Liban

 Polonia
- LOT Polish Airlines

 Spagna
- Aviaco

### Militari
Francia
- Armée de l'air
- Aéronautique navale

### Periodici
- (EN) For Air France?, in Flight, Sutton, Surrey (UK), Reed Business Information Ltd, 11 giugno 1942,  p. 589, ISSN no (WC · ACNP).
- (EN) The French aircraft industry, in Flight, Sutton, Surrey (UK), Reed Business Information Ltd, 30 settembre 1943,  p. 360. URL consultato il 24 settembre 2012.